# Soleil (chanson de Roméo Elvis)
Pour les articles homonymes, voir Soleil (homonymie).
Singles de Roméo Elvis
Normal
(2019)
Pistes de Chocolat
Parano
(5) Bobo
(7)
Soleil est une chanson interprétée par Roméo Elvis, sortie le 24 mai 2019. C'est le troisième single extrait de l'album Chocolat.

## Liste de titres
| 1. | Soleil | Junior Alaprod, Todiefor, Roméo Van Laeken, Vladimir Cauchemar | 2:52 |

## Classements et certifications

### Classements hebdomadaires
| Classement (2019)                        | Meilleure position |
| ---------------------------------------- | ------------------ |
| Belgique (Flandre Ultratip 100)          | 16                 |
| Belgique (Flandre Ultratop R&B/Hip-Hop)  | 14                 |
| Belgique (Wallonie Ultratop 50 Singles)  | 7                  |
| Belgique (Wallonie Ultratop 50 Airplay)  | 13                 |
| Belgique (Wallonie Ultratop R&B/Hip-Hop) | 3                  |
| France (SNEP)                            | 11                 |
| France (SNEP Radio)                      | 22                 |
| France (SNEP Streaming)                  | 11                 |
| France (SNEP Téléchargement)             | 37                 |
| Suisse (Schweizer Hitparade)             | 77                 |

### Certifications
| Pays           | Certification | Ventes/Streams |
| -------------- | ------------- | -------------- |
| Belgique (BEA) | Or            | 15 000         |
| France (SNEP)  | Platine       | 30 000 000     |

## Historique de sortie
| Pays                    | Date        | Format                    | Label   |
| ----------------------- | ----------- | ------------------------- | ------- |
| Belgique / Monde entier | 24 mai 2019 | Téléchargement, streaming | Barclay |